# Йерархия
Йерархията (на старогръцки: ἱεραρχία; на старогръцки: ἱερός - „свещен“ и на старогръцки: ἀρχή – „управление“) е система от взаимни връзки и зависимости за ръководство (управление), и изпълнение (подчинение) на различни задачи, процеси, и функции. Йерархия съществува както в живата, така и в неживата природа. Йерархично организираните системи имат ясно определена вертикална структура – едно или повече звена имат ръководни функции (т.е. намират се на по-висок ранг в системата), едно или повече звена имат подчинени функции и се намират на по-нисък ранг, докато в някои структури определени звена могат да бъдат с еднакъв ранг.
Науката, която изследва взаимовръзките между процесите за ръководство и изпълнение се нарича кибернетика. С изследването на йерархията са свързани също социологията, политологията, историята, военното дело, екологията, дизайна и други области. 

## Йерархия в неживата природа
Една от йерархичните взаимовръзки в неживата природа е редът на относителната активност на металите. Атомите на химичните елементи с по-висока редукционна активност могат да изместват по-слабите редуктори от техните съединения:
| Li→Cs→K→Ba→Sr→Ca→Na→Mg→Al→Mn→Zn→Cr→Fe→Cd→Co→Ni→Sn→Pb→H→Sb→Bi→Cu→Hg→Ag→Pd→Pt→Au |

## Йерархия в живата природа
Йерархични структури в живата природа са таксономичната класификация и строежът на организмите:
| Царство→Тип→Клас→Разред→Семейство→Род→Вид |
| Организъм→Орган→Тъкан→Клетка              |

## Служебна йерархия
Служебната йерархия в българската държавна администрация се определя от единния класификатор на длъжностите в администрацията. Те са:
- А. Ръководен персонал
- Б. Експертен персонал с аналитични и/или контролни функции
- В. Експертен персонал със спомагателни функции
- Г. Технически персонал

Званията в Българската армия и във Военноморския флот на Република България се определят от закона за отбраната и въоръжените сили на Република България, както следва:
| група                          | военни звания                | военни звания                |
| група                          | в Сухопътни войски и ВВС     | във Военноморските сили      |
| Висши офицерски звания         | Генерал                      | Адмирал                      |
| Висши офицерски звания         | Генерал-лейтенант            | Вицеадмирал                  |
| Висши офицерски звания         | Генерал-майор                | Контраадмирал                |
| Висши офицерски звания         | Бригаден генерал             | Комодор                      |
| Старши офицерски звания        | Полковник                    | Капитан I ранг               |
| Старши офицерски звания        | Подполковник                 | Капитан II ранг              |
| Старши офицерски звания        | Майор                        | Капитан III ранг             |
| Младши офицерски звания        | Капитан                      | Капитан-лейтенант            |
| Младши офицерски звания        | Старши лейтенант             |                              |
| Младши офицерски звания        | Лейтенант                    |                              |
| Офицерски кандидати            | Офицерски кандидат 2-ри клас | Офицерски кандидат 2-ри клас |
| Офицерски кандидати            | Офицерски кандидат 1-ви клас |                              |
| Сержантски и старшински звания | Старшина                     | Мичман                       |
| Сержантски и старшински звания | Старши сержант               | Главен старшина              |
| Сержантски и старшински звания | Сержант                      | Старшина I степен            |
| Сержантски и старшински звания | Младши сержант               | Старшина II степен           |
| Войнишки и матроски звания     | Ефрейтор 2-ри клас           | Старши матрос 2-ри клас      |
| Войнишки и матроски звания     | Ефрейтор 1-ви клас           | Старши матрос 1-ви клас      |
| Войнишки и матроски звания     | Редник 3-ти клас             | Матрос 3-ти клас             |
| Войнишки и матроски звания     | Редник 2-ри клас             | Матрос 2-ри клас             |
| Войнишки и матроски звания     | Редник 1-ви клас             | Матрос 1-ви клас             |